# (2437) Amnestia
(2437) Amnestia ist ein Asteroid des Hauptgürtels, der am 14. September 1942 von Marjy Väisälä in Turku entdeckt wurde.
Der Asteroid wurde zu Ehren der Menschenrechtsorganisation Amnesty International benannt.